# ジョン・ブロックマン (文学エージェント)
ジョン・ブロックマン（John Brockman、1941年2月16日 - ）は、科学文献を専門としているアメリカの文学エージェント、および著述家。彼は、科学や技術の幅広い分野における最先端の思想家たちを結集する団体「エッジ財団（Edge Foundation）」を設立した。

## 幼少・青年期
ブロックマンはポーランド系ユダヤ人の移民の家庭に生まれ、マサチューセッツ州ボストンの貧しいアイルランド系カトリック地域で育つ。
ブロックマンはC・P・スノーの「二つの文化」を発展し、「実証的な世界において活動する科学者やその他の思想家たち」で構成されており、彼らは自らの研究や解説的な著述を通じて、伝統的な知識人に代わり、私たちの人生の深い意味を明らかにし、私たちが何者であるか、何であるかを再定義している」という「第三の文化」という概念を提唱したことで知られた

## キャリア
当初銀行員として働いていたブロックマンは、前衛映画作家ヨナス・メカスとニューヨークのセントラル・パークで偶然出会ったことをきっかけに、芸術の世界に関わるようになる。この出会いを契機に、彼はパフォーマンスや映画プログラムの企画・運営を手がけた。
1960年代、ブロックマンはアンディ・ウォーホルと深い関わりを持つ。ブロックマンはニューヨークのアートシーンの一員として、前衛芸術やアンダーグラウンド映画の活動に参加、ボブ・ディランらと共にアーティストや音楽家たちのサークルの一員でもあった「ウォーホル・グルーピー」としても知られていた。ブロックマンは、アンダーグラウンド映画の拠点である「フィルムメーカーズ・シネマテーク」の運営にも関わり、ウォーホルをはじめとする多くのアーティストたちと共に活動。このつながりは、彼がプロフィール記事などで頻繁に共有するウォーホルとの写真にも表れている。芸術界への深い関与は、やがて彼に芸術と科学の橋渡し役としての道を歩ませ、科学的かつ知的な対話の推進者として重要な存在となっていった。
ハーバード大学とMITによる「アート/サイエンス・ミーティング」は、芸術家と科学者を一堂に集めた革新的なセミナーで、ブロックマンが発案・実施。このイベントは、ハーバード・メディカルスクールの生物物理学教授アーサー・K・ソロモンと、MITのコミュニケーション生物物理学教授Walter A. Rosenblithからの連絡を受けて始まり、両者はサイバネティクスの先駆者ノーバート・ウィーナーの親しい協力者で、彼の死後、拡張映画祭に関する『ザ・ニューヨーカー』や『ザ・ネイション』の記事に触発され、芸術とウィーナーの研究との交差点に関心を持ったもの。ソロモンはブロックマンに、前衛的な芸術家たちとハーバードおよびMITの科学者たちとの2日間のセミナーをマサチューセッツ州ケンブリッジで開催するよう依頼。参加した科学者には、ハーバードのAI先駆者Anthony Oettingerや、超高速撮影技術の発明で知られるMITのDoc Edgertonが含まれていた。芸術家側からは、シアターXのケン・デューイKen Deweyとテリー・ライリー、そしてUSCOのゲルド・スターンとマイケル・キャラハンらが参加した。
これら活動は発展し、ブロックマンは20年間の間著名な科学者たちに「年次質問」を投げかける「科学者のサロン」を主宰し、その回答を毎年書籍として出版してきた。 しかし、このプロジェクトは象徴的な意味を込めて2018年に終了した。
ブロックマンはウェブサイトEdge.orgの編集者を務める。

## ジェフリー・エプスタインとの関係
2019年11月17日に放送されたBBCのインタビューにおいて、記者エミリー・メイトリスは、ブロックマンとアンドリュー王子が、性的虐待で有罪判決を受けたジェフリー・エプスタインの出所を祝うため、エプスタインのマンハッタンの邸宅で開かれた親密なディナーに出席していたと指摘した。
アンドリュー王子がエプスタインのマンハッタンの屋敷を訪れていたことは、2019年10月に『ニュー・リパブリック』誌に掲載されたブロックマン自身のメールによって裏付けされている。この記事では、ブロックマンがエプスタインの「知的な後ろ盾（インテレクチュアル・イネイブラー）」であった可能性が示唆されました。エプスタインは2019年8月、再び性的人身売買に関する罪で起訴され、裁判を待つ間に獄中で死亡。
また、ブロックマンがTEDカンファレンス期間中に主催していた著名な「リテラリー・ディナー（文学ディナー）」は、エプスタインが有罪判決を受けた後の数年間、彼の納税記録によって確認されているように、ほぼ全額がエプスタインによって資金提供されていた。このディナーを通じて、エプスタインは科学者やスタートアップ界の著名人、テック業界の億万長者たちと交流する機会を得ていた。

## 発言
- 「伝統的なアメリカの知識人は、ある意味でますます反動的になっており、しばしば誇らしげに（そして倒錯的に）現代における真に重要な知的業績について無知であることを示している[15]。
- 「歴史を通じて、真剣に思索してきたのは、常にごく少数の人々だった[15]。」

## 著作
著者
- (1969) By the Late John Brockman ISBN 978-0062326782
- (1970) 37 ISBN 978-0030850523
- (1973) Afterwords: Explorations of the Mystical Limits of Contemporary Reality ISBN 978-0385015547
- (1995) The Third Culture: Beyond the Scientific Revolution ISBN 978-0684803593

エドウィン・シュロスバーグとの共著
- (1975) The Pocket Calculator Game Book ISBN 0-688-02983-3
- (1977) The Philosopher's Game: Match Your Wits Against the 100 Greatest Thinkers of All Time ISBN 978-0241898277
- (1977) The Kids' Pocket Calculator Game Book ISBN 9780688082338
- (1977) The 1977-78 CB Guide ISBN 978-0553105070
- (1977) The Pocket Calculator Game Book 2 ISBN 978-0552980340
- (1977) The Home Computer Handbook (also with Lyn Horton) ISBN 978-0806930961
- (1985) The Kinks Kronikles (also with John Mendelssohn) ISBN 978-0688029838

エドワード・ローゼンフェルドとの共著
- (1973) Real Time 1: A Catalog of Ideas and Information ISBN 978-0385083898
- (1973) Real Time 2: A Catalog of Ideas and Information ISBN 978-0385022248

エッジ質問シリーズ
- (2005) What We Believe but Cannot Prove: Today's Leading Thinkers on Science in the Age of Certainty ISBN 978-1849832175
- (2006) What Is Your Dangerous Idea?: Today's Leading Thinkers on the Unthinkable ISBN 978-0743295536
- (2007) What Are You Optimistic About?: Today's Leading Thinkers on Why Things Are Good and Getting Better ISBN 978-0061870033
- (2009) This Will Change Everything: Ideas That Will Shape the Future (with Patrick Bateson, Oliver Morton, Stephen Schneider, Stewart Brand, Brian Eno, K. Eric Drexler, and others) ISBN 978-0061899676
- (2009) What Have You Changed Your Mind About?: Today's Leading Minds Rethink Everything. 150 high-powered thinkers discuss their most telling missteps and reconsiderations with Alan Alda, Brian Eno, Ray Kurzweil, Irene Pepperberg, Steven Pinker, Lisa Randall etc. ISBN 978-0061686542
- (2011) Is the Internet Changing the Way You Think?: The Net's Impact on Our Minds and Future ISBN 978-0062020444
- (2012) This Will Make You Smarter: New Scientific Concepts to Improve Your Thinking ISBN 978-0062109392
- (2013) This Explains Everything: Deep, Beautiful, and Elegant Theories of How the World Works ISBN 978-0062230171
- (2014) What Should We Be Worried About?: The Hidden Threats Nobody Is Talking About ISBN 978-0062296238
- (2015) This Idea Must Die: Scientific Theories that are Blocking Progress ISBN 978-0062374349
- (2015) What to Think About Machines That Think: Today's Leading Thinkers on the Age of Machine Intelligence ISBN 978-0062425652
- (2017) Know This: Today's Most Interesting and Important Scientific Ideas, Discoveries, and Developments ISBN 978-0062562067
- (2018) This Idea is Brilliant: Lost, Overlooked, and Underappreciated Scientific Concepts Everyone Should Know ISBN 978-0062698216
- (2019) The Last Unknowns: Deep, Elegant, Profound, UNANANSWERED QUESTIONS About the Universe, the Mind, the Future of Civilization, and the Meaning of Life ISBN 978-0062897947

ベスト・オブ・エッジ・シリーズ
- (2011) The Mind: Leading Scientists Explore the Brain, Memory, Personality, and Happiness ISBN 978-0062025845
- (2011) Culture: Leading Scientists Explore Societies, Art, Power, and Technology ISBN 978-0062023131
- (2013) Thinking: The New Science of Decision-Making, Problem-Solving, and Prediction in Life and Markets ISBN 978-0062258540
- (2014) The Universe: Leading Scientists Explore the Origin, Mysteries, and Future of the Cosmos ISBN 978-0062296085
- (2016) Life: The Leading Edge of Evolutionary Biology, Genetics, Anthropology, and Environmental Science ISBN 978-0062296054

その他
- (1977) About Bateson ISBN 978-0525474692
- (1986) Einstein, Gertrude Stein, Wittgenstein & Frankenstein: Re-inventing the Universe ISBN 978-0670804801
- (1995) The Third Culture: Beyond the Scientific Revolution ISBN 978-0684803593
- (1996) How Things Are: A Science Tool-Kit for the Mind (with Katinka Matson), Harper Perennial ISBN 978-0688133566
- (1996) Digerati: Encounters with the Cyber Elite ISBN 978-1888869040
- (2000) The Greatest Inventions of the Past 2,000 Years ISBN 978-0684859989
- (2002) The Next Fifty Years: Science in the First Half of the Twenty-First Century ISBN 978-0375713422
- (2002) The New Humanists: Science at the Edge ISBN 978-0760745298
- (2004) Curious Minds: How a Child becomes a Scientist ISBN 978-0375422911
- (2006) My Einstein: Essays by Twenty-four of the World's Leading Thinkers on the Man, His Work, and His Legacy ISBN 978-0375423451
- (2006) Intelligent Thought: Science Versus the Intelligent Design Movement ISBN 978-0307277220
- (2019) Possible Minds: Twenty-Five Ways of Looking at AI ISBN 978-0525557999